# Виерул (футбольный клуб, Кишинёв)
«Виерул» — советский футбольный клуб из Кишинёва.

## История
Основан не позднее 1959 года. Чемпион Молдавской ССР 1959 года под названием НИИСВИВ (Молдавский научно-исследовательский институт садоводства, виноградарства и виноделия).
В сезоне 1960 был участником соревнований команд мастеров в классе «Б», стал в этом сезоне вторым представителем Кишинёва в соревнованиях мастеров (после «Молдовы», выступавшей в классе «А») и одним из трёх представителей Молдавской ССР (в классе «Б» также играл бендерский «Ниструл»).
В зональном турнире класса «Б» 1960 года занял четвёртое место среди 16 участников, пропустив вперёд команды «Локомотив» (Тбилиси), «Урожай» (Минск) и «Ширак» (Ленинакан). «Виерул» выиграл 13 матчей, сыграл вничью семь и проиграл 10. Самую крупную победу (6:0) кишинёвский клуб одержал над принципиальными соперниками из Бендер, а самое крупное поражение (0:5) потерпел от гомельского «Локомотива».
По окончании сезона команда была переведена в Тирасполь и объединена с местным «Пищевиком», который тем самым получил место в соревнованиях команд мастеров на следующий год.

## Состав команды в сезоне 1960
| № |           | Поз. | Имя                 | Год рождения |
| - | --------- | ---- | ------------------- | ------------ |
|   | Флаг СССР | Вр   | Владимир Савицкий   | 1934         |
|   | Флаг СССР | Защ  | Владимир Карпищенко | 1938         |
|   | Флаг СССР | Защ  | Наиль Нигматуллин   | 1930         |
|   | Флаг СССР | Защ  | Георгий Подару      | 1941         |
|   | Флаг СССР | ПЗ   | Николай Мельник     | 1937         |
|   | Флаг СССР | ПЗ   | Станислав Долинов   |              |
|   | Флаг СССР | ПЗ   | Лев Шор             | 1935         |

| № |           | Поз. | Имя                  | Год рождения |
| - | --------- | ---- | -------------------- | ------------ |
|   | Флаг СССР | Нап  | Евгений Димитропуло  | 1936         |
|   | Флаг СССР | Нап  | Владимир Кобылянский | 1941         |
|   | Флаг СССР | Нап  | Юрий Коротков        | 1931         |
|   | Флаг СССР | Нап  | Александр Миронов    | 1937         |
|   | Флаг СССР | Нап  | Борис Стельмах       | 1934         |
|   | Флаг СССР | Нап  | Валентин Фоломеев    | 1930         |

## Тренеры
- Ховжун Иван Михайлович